# Fábrica de Tecidos Bangu
A Fábrica de Tecidos Bangu foi uma importante indústria de tecidos nacionais, localizada no bairro de Bangu, no Rio de Janeiro, que operou entre 1889 e 2004.

## História

### Primeiros anos
A fábrica foi fundada no dia 6 de fevereiro de 1889 com o nome de Companhia Progresso Industrial do Brasil. Seu idealizador e fundador foi o comendador Manuel Antônio da Costa Pereira, 1.º conde de Costa Pereira, xará de Manuel de Barcelos Domingues, considerado o fundador do bairro de Bangu, quando ainda era uma grande fazenda, no ano de 1673.
As primeiras transformações na região começaram a surgir em 1878, quando foi construído o Ramal Ferroviário de Santa Cruz da Estrada de Ferro D. Pedro II. Como a então fazenda não dispunha de uma estação local, o seu acesso ainda se dava pela Estrada Real de Santa Cruz (atual Avenida Santa Cruz), único logradouro que atravessava a região naquela época.
A partir da fundação da fábrica, o espaço rural que ali existia, foi se transformando rapidamente em urbano. Neste período, a região sofreu um rápido e consistente desenvolvimento, sendo uma das principais responsáveis por importantes obras que se iniciaram, tais como: a Estação de Bangu, em 1890; a fundação da Paróquia de São Sebastião e Santa Cecília, em 1908, entre outras.
A Bangu, sempre pioneira, dava excelente assistência aos seus operários, contando com uma vila operária. Além de moradias, em 1906, criou uma Caixa Beneficente para atendimento médico, pagamento de enterros e outros tipos de auxílios. Em 1908, a Bangu instalou no bairro, uma rede telefônica e em 1910, a Rio Light fez a ligação elétrica ao bairro, que passou a ter iluminação pública nas ruas.

### Desfiles Bangu
A matéria-prima principal da Fábrica Bangu era o algodão do Seridó, produzido no Nordeste do Brasil, como também no estado de São Paulo, Desenvolvendo a partir dele uma variedade de tecidos, como o cetim.
O Desfile Bangu era promovido para divulgação da linha de tecidos de algodão da fábrica.
O concurso Miss Elegante Bangu foi uma das ferramentas de divulgação da marca, aproveitando um período em que os concursos de beleza tomavam força. A primeira edição ocorreu em 1952, reunindo moças indicadas pelos principais clubes sociais do Rio de Janeiro e do Brasil, ganhando a vencedora uma viagem a Paris. Contudo, as participantes deveriam desfilar modelos exclusivos de baile ou passeio, desenhados pelo figurinista da casa, José Ronaldo e construídos com os tecidos da fábrica, os quais seriam lançados na próxima estação.
Os desfiles eram realizados no hotel Copacabana Palace e eram amplamente noticiados pela imprensa, representando grandes eventos sociais no Rio de Janeiro devido a presença de grandes personalidades da época.

### Futebol
A fábrica também tem sua história ligada ao futebol, pois foi um dos berços do Bangu Atlético Clube, fundado em 1904, e também foi o local onde foi realizada uma das primeira partida de futebol do Brasil. 
Thomas Donohoe, escocês pioneiro do futebol no Brasil e que hoje tem sua estátua no Bangu Shopping, foi operário da fábrica e morador do bairro e trouxe o futebol como recreação para seus colegas de trabalho. O futebol já acontecia em São Paulo no São Paulo Athletic Clube (cerca de dez anos antes) e no Rio de Janeiro com o Rio Team, liderado por Oscar Cox, fundador do Fluminense Football Club, em 1902. Ao redor da fábrica, o esporte foi implantado por técnicos escoceses, como Thomas, e ingleses, que vieram do Reino Unido trabalhar na indústria têxtil.

### Fechamento e tombamento
Em 2000, o prédio da Fábrica é tombado pelo Instituto Rio Patrimônio da Humanidade, mostrando assim sua importância, não só para o bairro de Bangu como também para a cidade do RJ. 
Com o passar das décadas, a atividade têxtil foi desacelerando, outros empreendimentos foram se instalando na região e a influência da fábrica diminuindo. Em 5 de fevereiro de 2004, a fábrica encerra suas atividades e o bairro deixa sua função fabril para assumir-se como um bairro comercial e residencial.
Atualmente está produzindo tecidos de alta qualidade - para os segmentos de moda e decoração - na cidade fluminense de Petrópolis. No seu terreno em Bangu, foi construído um shopping center que ainda mantém as características arquitetônicas originais da fábrica, inaugurado no dia 30 de outubro de 2007 chamado Bangu Shopping.